# メアリー・ジョー・キャトレット
メアリー・ジョー・キャトレット（Mary Jo Catlett、1938年9月2日 - ）は、アメリカ合衆国の女優、声優である。

## 来歴
1938年、コロラド州デンバーに生まれる。後にデンバー市内の大学を卒業し、1963年にオフ・ブロードウェイデビューをして女優としてのキャリアをスタートさせた。その後、ブロードウェイへも進出してミュージカルなども含む様々な演目の舞台に出演した。その後は徐々に映画やテレビへも出演するようになり、1971年にウディ・アレンが脚本と監督を手がけた『ウディ・アレンのバナナ』で劇場用映画デビューも果たした。
その後の70年代から80年代にかけて映画やテレビの両方で女優としてのキャリアを順調に築き上げ、テレビでは『アーノルド坊やは人気者』のレギュラーキャストとして出演した。90年代に入ってもジョン・ウォーターズが監督したブラック・コメディ『シリアル・ママ』などへも出演している。近年でもテレビドラマシリーズの『デスパレートな妻たち』や、ミュージカルドラマ『glee/グリー』などへも出演しているほか、アニメーションシリーズ『スポンジ・ボブ』ではパフ先生の声でレギュラーキャストとして10年以上出演している。

## 出演作品

### 映画
- ウディ・アレンのバナナ Bananas (1971)
- 離婚専科 How to Break Up a Happy Divorce (1976) ※テレビ映画
- Handle with Care (1977)
- タッチダウン Semi-Tough (1977)
- フラッシュ Flush (1977)
- チャンプ The Champ (1979)
- Where the Ladies Go (1980)
- Blood Beach (1980)
- ビーチガールズ The Beach Girls (1982)
- ジョディ・フォスターのママはゴースト O'Hara's Wife (1982)
- テキサス1の赤いバラ The Best Little Whorehouse in Texas (1982)
- Gone Are the Dayes (1984) ※テレビ映画
- Battling for Baby (1992)
- シリアル・ママ Serial Mom (1994)
- Beauty and the Beast: A Concert on Ice (1996)
- Do Me a Favor (1997)
- Legend of the Mummy (1998)
- Abilene (1999)
- All You Need (2001)
- アブレイズ Ablaze (2001)
- ベートーベン5 Beethoven's 5th (2003) ※ビデオ作品
- がんばれ!ベンチウォーマーズ The Benchwarmers (2006)
- 赤ずきん Red Riding Hood (2006)
- 爆発感染 レベル5 Pandemic (2007)
- How to Be a Serial Killer (2008)
- Surprise, Surprise (2009)
- Anderson's Cross (2010)
- Let's Be Cops (2014)

### アニメ映画
- スポンジ・ボブ/スクエアパンツ ザ・ムービー The SpongeBob SquarePants Movie (2004)
- スポンジ・ボブ 海のみんなが世界を救Woo! The SpongeBob Movie: Sponge Out of Water (2015)
- スポンジ・ボブ: スポンジ・オン・ザ・ラン The SpongeBob Movie: Sponge on the Run(2020)

### テレビドラマ
- わが家は11人 The Waltons (1975)
- 刑事コジャック Kojak (1975)
- 女刑事ペパー Police Woman (1976)
- マッシュ M*A*S*H (1976, 1978)
- 刑事スタスキー&ハッチ Starsky and Hutch (1976, 1977)
- Maude (1977)
- The Hardy Boys/Nancy Drew Mysteries (1977)
- ファンタジー・アイランド Fantasy Island (1978)
- Welcome Back, Kotter (1979)
- 爆発!デューク The Dukes of Hazzard (1979)
- ファール・プレイ Foul Play (1981)
- Gimme a Break! (1981)
- アーノルド坊やは人気者 Different Strokes (1982 - 1986)
- アルフ ALF (1986)
- ジェシカおばさんの事件簿 Murder, She Wrote (1987)
- Mr. Belvedere (1988)
- Night Court (1989)
- Over My Dead Body (1990)
- Drexell's Class (1992)
- The Powers That Be (1992)
- Bonkers (1993)
- Saved by the Bell: The New Class (1994)
- Beyond Belief: Fact or Fiction (1998)
- レイブン 見えちゃってチョー大変! That's So Raven (2004, 2005)
- State of Mind (2007)
- デイズ・オブ・アワ・ライブス Days of Our Lives (2009)
- コールドケース 迷宮事件簿 Cold Case (2009)
- glee/グリー Glee (2010)
- NYボンビー・ガール 2 Broke Girls (2011)
- シェキラ! Shake It Up! (2012)
- デスパレートな妻たち Desperate Housewives (2012)
- メンタリスト The Mentalist (2013)
- Mr. Box Office (2013)
- モダン・ファミリー Modern Family (2013)
- リゾーリ&アイルズ ヒロインたちの捜査線 Rizzoli & Isles (2013)

### テレビアニメ
- スマーフ Smurfs (1981)
- わんぱくダック夢冒険 DuckTales (1989)
- クワック・パック Quack Pack (1996)
- ブルース・ブラザース・アニメーテッド・シリーズ The Blues Brothers Animated Series (1997)
- エクストリーム・ゴーストバスターズ Extreme Ghostbusters (1997)
- スポンジ・ボブ SpongeBob SquarePants (1999 - )
- ビリー&マンディ Grim & Evil (2004)
- キム・ポッシブル Kim Possible (2007)
- アメリカン・ダッド American Dad! (2007)

### ビデオゲーム
- SpongeBob SquarePants: Operation Krabby Patty (2001)
- SpongeBob SquarePants: Battle for Bikini Bottom (2003)
- SpongeBob SquarePants: Creature from the Krusty Krab (2006)

## 参照
1. ↑  “Mary Jo Catlett Biography”. 2014年9月7日閲覧。